# North Preston Without
North Preston Without var en civil parish från 1897 till 1935 då den blev en del av Faversham, i grevskapet Kent, i England. Civil parish var belägen 13 km från Canterbury och hade 1 008 invånare år 1931.